# 沙珠玉乡
沙珠玉乡，是中华人民共和国青海省海南藏族自治州共和县下辖的一个乡镇级行政单位。

## 行政区划
沙珠玉乡下辖以下地区：
珠玉村、曲沟村、耐海塔村、治乃亥村、下卡力岗村、达连海村、种子村、上卡力岗村、上村和扎布达村。